# National Bus Company
National Bus Company (NBC) – dawny brytyjski państwowy przewoźnik autobusowy działający w latach 1969-1986. Przedsiębiorstwo było właścicielem kilkudziesięciu spółek obsługujących połączenia w miastach oraz międzymiastowe na terenie Anglii i Walii.
Przedsiębiorstwo powstało w 1969 roku na mocy ustawy Transport Act 1968 w wyniku połączenia zakupionych przez rząd w 1967 roku spółek przewozowych należących do konglomeratu British Electric Traction z państwowym przedsiębiorstwem Transport Holding Company, które zarządzało autobusami oraz infrastrukturą przejętymi w 1948 roku od spółki Tilling.
W 1974 roku National Bus Company powołało spółkę National Express, odpowiedzialną za szybkie międzymiastowe połączenia autokarowe.
Przedsiębiorstwo funkcjonowało do czasu prywatyzacji przeprowadzonej w latach 1986-1988, w następstwie deregulacji komunikacji autobusowej. Łączna cena sprzedaży spółek wchodzących w skład NBC wyniosła 325 milionów funtów.